# Prix Sully-Prudhomme
Le prix Sully-Prudhomme est un prix annuel décerné à un jeune poète sous les auspices de l'Académie française, créé par Sully Prudhomme avec le montant de son Prix Nobel de littérature obtenu en 1901, géré après sa mort par la Fondation Sully-Prudhomme. Il était à l'origine décerné par la Société des gens de lettres.

## Liste des lauréats

### Liste à compléter pour les lauréats antérieurs à la Seconde Guerre mondiale
- 1908 : Lionel Nastorg
- 1909 : Marcel Toussaint pour Le Sculpteur de sable
- 1926 : Madeleine Delbrêl pour son volume La Route[2]
- 1928 : Noël Vesper[3]

### De 1952 à 1958
- 1952 : 
  - Mme Dominique Renouard (1893-1967) pour Suite corse
  - Marguerite Savigny-Vesco (1893-1984) pour Diadème du silence
- 1953 : 
  - Jacques Gustily Krafft (1890-1960) pour À la billebaude
  - Robert Lacroix de L'Isle pour Autour des berges de la Seine
- 1954 : 
  - Colonel Henri Foret pour Livre d’occasion
  - Renée Hermann et Yahne Lambray pour Les chats du temps et le temps des chiens
  - Fabien Reignier pour Visage du Peut-être
- 1955 : 
  - Charles Lapoudge pour Poésies nouvelles
  - Jean Lebrau pour Couleur de cèpe et de colchique
  - Étienne Tardif (1875-1956) pour Péchés de jeunesse
- 1956 : 
  - Solange de Bressieux pour Le Lierre et l’Oiseau
  - Marthe Clavel pour Suivant l’heure et le jour
- 1957 : 
  - Marcel Béguey (1911-1990) pour Arpèges et Silences
  - Pierre Fuval pour Abraham
- 1958 : Danielle Hemmert pour L’Offrande à Don Juan